# Draug (Schiff, 1908)
Die Draug war ein kleiner Zerstörer, ein so genannter Torpedojager, der norwegischen Marine, der von 1908 bis 1943 im Dienst war.

## Bau und Technische Daten
Die Draug war der erste für die norwegische Marine gebaute Zerstörer und das Typschiff der in den Jahren 1908 bis 1913 gebauten Draug-Klasse. Die drei Boote der Klasse – Draug, Troll und Garm – wurden gleichzeitig geordert, um die 1896 bei Schichau gebaute Valkyrjen zu ersetzen, die wegen ihrer unzureichenden Geschwindigkeit von nur 23 Knoten, ihrer relativ schwachen Bewaffnung und ihrer mangelhaften Wendigkeit ihrer Hauptaufgabe, dem Fernhalten ausländischer Torpedoboote von der norwegischen Küste, nicht gewachsen war.
Die Draug lief am 18. März 1908 bei der Marinewerft in Karljohansvern mit der Baunummer 103 vom Stapel und wurde noch im gleichen Jahr in Dienst gestellt. Sie war 69,2 m lang und 7,3 m breit, hatte 2,9 m Tiefgang und verdrängte 578 Tonnen (standard). Sie hatte eine Dreifach-Expansions-Dampfmaschine mit 8000 PS bei 340/min, die eine Höchstgeschwindigkeit von 27 Knoten (50 km/h) ermöglichte. Die Bewaffnung bestand aus sechs 7,6-cm-Schnellfeuerkanonen in Einzelaufstellung (eine auf dem Vorschiff, zwei rechts und links hinter der Brücke, zwei rechts und links unmittelbar hinter dem vierten und letzten Schornstein, und eine achtern hinter dem Bootskran), einem 12,7-mm-Colt-Fla-Maschinengewehr sowie drei schwenkbaren 45-cm-Torpedorohren in Einzelaufstellung (je eins rechts und links neben dem zweiten und dritten Schornstein, eins auf dem Heck). Die Besatzung bestand aus 76 Mann.

## Geschichte

### 1912–1939
Während des Ersten Weltkriegs diente die Draug, wie die anderen Schiffe der norwegischen Marine, zur Sicherung der norwegischen Neutralität und im Geleitdienst für Handelsschiffe in norwegischen Küstengewässern. Nach dem Ende des Kriegs war das Boot bis 1927 hauptsächlich damit befasst, Schmuggler aufzubringen, die während der norwegischen Prohibition Alkohol ins Land zu bringen versuchten.
In den 1930er Jahren wurde die Draug, ebenso wie ihre beiden Schwesterschiffe, aus Kostengründen eingemottet, die Draug in Bergen, die Troll und die Garm in Horten. Obwohl die drei Boote beim Ausbruch des Zweiten Weltkriegs bereits sehr veraltet waren, wurden sie reaktiviert, um die norwegische Neutralität zu sichern, die Troll und die Garm am 28. August, die Draug am 5. September 1939. Es dauerte jedoch einige Zeit, ehe die Boote soweit überholt waren, dass sie wieder einsatzbereit waren. Allerdings waren sie nur noch zum Sicherungs-, Geleit- und Wachdienst tauglich.

### April 1940

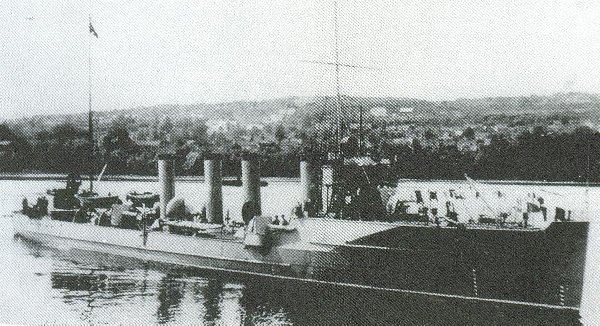
Die Draug

Die drei Boote wurden zur 1. Zerstörerdivision (1. Jagerdivisjon) zusammengefasst und im 2. Seeverteidigungsabschnitt (Mittelnorwegen) stationiert, wobei jedoch jedes Boot verhältnismäßig unabhängig in dem ihm zugewiesenen Küstenabschnitt operierte. Die Draug war in Haugesund stationiert und führte Sicherungs- und Geleitaufgaben entlang der norwegischen Westküste durch. So eskortierte sie auch am 8. April 1940, dem Tag vor dem deutschen Überfall auf Norwegen, das deutsche Kombischiff Seattle (7369 BRT), dem der Durchbruch von Curacao durch den Nordatlantik, die Dänemarkstraße und nördlich um Island nach Norwegen gelungen war, nach Süden, um eine Verletzung der norwegischen Neutralität zu verhindern. Nach Beendigung dieser Aufgabe erhielt die Draug Anweisung, sofort nach Haugesund zu laufen und dort Kohlen zu bunkern. Dort erreichte ihren Kommandanten, Korvettenkapitän (später Vizeadmiral) Thore Horve, am Nachmittag des 8. April die Nachricht vom Marsch deutscher Seestreitkräfte durch die dänischen Meerengen und von der Versenkung des deutschen Transportschiffs Rio de Janeiro durch das polnische U-Boot Orzeł vor Lillesand. Gleichzeitig liefen Berichte von britischen Minenlegeaktionen vor der norwegischen Küste ein. Horve erhielt vom Kommandeur des 2. Seeverteidigungsabschnitts, Konteradmiral Carsten Tank-Nielsen, die Mitteilung, dass dieser den im Raum Bergen stationierten Schiffen den Befehl zum bewaffneten Widerstand gegen alle ausländischen Kriegsschiffe gegeben hatte, die nach Bergen einzulaufen versuchten, und dass Horve in den folgenden Stunden seiner eigenen Einschätzung der Sachlage folgen solle. Horve ließ sein Schiff gefechtsklar machen.
In der Nacht zum 9. April patrouillierte die Draug im Karmsund. Um etwa 2:00 Uhr früh kam die Nachricht, dass die Küstenbatterien im Oslofjord das Feuer auf feindliche Kräfte unbekannter Herkunft eröffnet hatten. Um 4:00 Uhr brachte die Draug nach Warnschüssen ein ohne Flagge nordwärts durch den Karmsund fahrendes Schiff auf, das sich bei der Untersuchung in Haugesund als das deutsche Frachtmotorschiff Main (7.624 BRT) herausstellte. Ihre Frachtpapiere besagten, sie bringe 7.000 Tonnen Koks nach Bergen, aber die Ladung bestand aus Kriegsmaterial für die deutschen Invasionstruppen in Trondheim, darunter insbesondere 2.000 Minen. Da inzwischen Berichte von der deutschen Besetzung von Bergen und Stavanger eintrafen, beschloss Kapitän Horve, mit der Main als Prise nach Großbritannien zu entkommen; dabei ignorierte er einen Befehl, zum Hardangerfjord zu laufen und dort deutschen Marineeinheiten die Einfahrt zu verwehren.
Der Kapitän der Main weigerte sich zwar zunächst, Kurs auf die britischen Inseln zu nehmen, musste aber nach mehreren Warnschüssen und der Androhung der Torpedierung einlenken. Etwa 40 Seemeilen vor Haugesund wurden die beiden Schiffe am 9. April um 9:00 Uhr morgens von einem Bombenflugzeug der Luftwaffe angegriffen. Der Angriff galt der Main, und obwohl die Bomben ihr Ziel verfehlten, gab ihr Kapitän, angesichts seiner gefährlichen Ladung, sofort den Befehl zur Selbstversenkung und zum Verlassen des Schiffs. Nachdem die Besatzung in großer Hast die Boote gegangen war (der Bootsmann ertrank dabei), feuerte die Draug etwa zehn Granaten in die Wasserlinie der Prise, um sie endgültig zu versenken. Mit den 67 Besatzungsmitgliedern der Main als Kriegsgefangenen an Bord fuhr die Draug nach Sullom Voe auf den Shetlandinseln. Auf dem Weg dorthin wurde sie am Morgen des 10. April von den britischen Zerstörern Sikh und Matabele aufgenommen und den Rest des Wegs begleitet. Die deutschen Kriegsgefangenen wurden am Abend an Land gesetzt und dann auf dem französischen Zerstörer Brestois nach Kirkwall gebracht.
Die Draug fuhr in Begleitung des französischen Zerstörers Boulonnais nach Scapa Flow, wo sie am Morgen des 11. April eintraf. Dort wurden eine Anzahl ihrer Besatzungsmitglieder auf verschiedene Schiffe der Royal Navy transferiert, auf denen sie im weiteren Verlauf des Norwegen-Kriegs dienten. Nur der Leitende Ingenieur blieb zunächst mit etwa 20 Mann technischem Personal an Bord, um das Schiff fahrbereit zu halten.

### 1940–1943

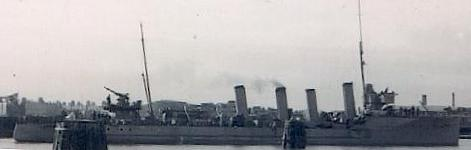
Die Draug 1940 in Scapa Flow, April 1940

Am 7. Mai verlegte die Draug nach Portsmouth, wo sie bis zum 5. August 1940 als Mutterschiff für die zwei neuesten Einheiten der norwegischen Exilmarine diente, die beiden Motortorpedoboote MTB 5 und MTB 6, die noch vor der Invasion Norwegens bestellt, aber erst im Mai 1940 ausgeliefert worden waren. Vom 6. August bis zum 27. Oktober 1940, als die Gefahr einer deutschen Landung in England imminent war, wurde sie, inzwischen mit angemessen Flugabwehrwaffen bestückt, als Wachschiff (Guard Destroyer) in Lowestoft eingesetzt. In dieser Zeit war sie zwar mehrfach deutschen Luftangriffen ausgesetzt, ohne jedoch Schaden zu erleiden. Von November 1940 bis ins Frühjahr 1941 wurde sie in Grimsby modernisiert und neu bewaffnet. Dabei wurde der vordere Schornstein entfernt und die Brücke umgebaut, die hintere 7,6-cm-Kanone durch eine 7,6-cm-Flak ersetzt, und in beiden Brückennock je ein Lewis-Fla-MG eingebaut. Als Schutz gegen Minen wurde um den Rumpf ein Entmagnetisierungskabel gelegt. Während dieser Zeit in Grimsby führte sie außerdem Geleitdienst entlang der Küste und Wachdienst im Humber durch. Einen Angriff einer deutschen HE 111 mit Bomben und Bordwaffen konnte sie abwehren. Danach versah sie bis April 1942 vor allem Geleitdienst entlang der südenglischen Küste.
Zusätzlich schleppte sie mehrfach norwegische MTBs in die Nähe der norwegischen Küste und wieder zurück, damit diese dort Angriffe auf deutsche Geleitzüge durchführen konnten. Der erste Angriff dieser Art erfolgte am 3./4. Oktober 1941, als MTB 56 von der Draug aus Scapa Flow kommend etwa 120 Seemeilen vor der norwegischen Küste in Position gebracht wurde und dann bei der kleinen Insel Kyrholmen im Krossfjord (südlich von Bergen und der Insel Sotra) den von den deutschen Besatzern requirierten norwegischen Tanker Borgny (3015 BRT) vor Kyrholmen mit zwei Torpedos versenkte, der 3500 Tonnen Flugbenzin für die Luftwaffe von Son nach Trondheim bringen sollte. 14 Mann der norwegischen Borgny-Besatzung kamen ums Leben; die 13 Überlebenden wurden, mit teilweise schweren Verbrennungen, von den beiden Geleitfahrzeugen, M1101 und V5505 Seeteufel, aufgenommen. MTB 56 entkam dem Abwehrfeuer der deutschen Geleitboote und der Küstenartillerie bei Korsneset, traf die Draug am nächsten Morgen und wurde von dieser nach Lerwick auf den Shetlandinseln geschleppt.
Ab April 1942 wurde die Draug nur noch in Port Edgar am Firth of Forth als Wohnschiff für Angehörige der norwegischen Marine genutzt. Am 5. Februar 1943 wurde das alte Boot aus der norwegischen Marine ausgemustert.  Danach wurde es leihweise von der britischen Royal Navy für Übungen und Versuche genutzt.
Die endgültige Ausmusterung erfolgte am 19. November 1943. 1944 wurde die Draug zum Abwracken verkauft.